# Box-office Russie 2017
 (décembre 2023).
Si vous disposez d'ouvrages ou d'articles de référence ou si vous connaissez des sites web de qualité traitant du thème abordé ici, merci de compléter l'article en donnant les références utiles à sa vérifiabilité et en les liant à la section « Notes et références ».
 (décembre 2023).
La mise en forme du texte ne suit pas les recommandations de Wikipédia : il faut le « wikifier ».
Les points d'amélioration suivants sont les cas les plus fréquents. Le détail des points à revoir est peut-être précisé sur la page de discussion.
- Les titres sont pré-formatés par le logiciel. Ils ne sont ni en capitales, ni en gras.
- Le texte ne doit pas être écrit en capitales (les noms de famille non plus), ni en gras, ni en italique, ni en « petit »…
- Le gras n'est utilisé que pour surligner le titre de l'article dans l'introduction, une seule fois.
- L'italique est rarement utilisé : mots en langue étrangère, titres d'œuvres, noms de bateaux, etc.
- Les citations ne sont pas en italique mais en corps de texte normal. Elles sont entourées par des guillemets français : « et ».
- Les listes à puces sont à éviter, des paragraphes rédigés étant largement préférés. Les tableaux sont à réserver à la présentation de données structurées (résultats, etc.).
- Les appels de note de bas de page (petits chiffres en exposant, introduits par l'outil «  Source ») sont à placer entre la fin de phrase et le point final[comme ça].
- Les liens internes (vers d'autres articles de Wikipédia) sont à choisir avec parcimonie. Créez des liens vers des articles approfondissant le sujet. Les termes génériques sans rapport avec le sujet sont à éviter, ainsi que les répétitions de liens vers un même terme.
- Les liens externes sont à placer uniquement dans une section « Liens externes », à la fin de l'article. Ces liens sont à choisir avec parcimonie suivant les règles définies. Si un lien sert de source à l'article, son insertion dans le texte est à faire par les notes de bas de page.
- La présentation des références doit suivre les conventions bibliographiques. Il est recommandé d'utiliser les modèles {{Ouvrage}}, {{Chapitre}}, {{Article}}, {{Lien web}} et/ou {{Bibliographie}}. Le mode d'édition visuel peut mettre en forme automatiquement les références.
- Insérer une infobox (cadre d'informations à droite) n'est pas obligatoire pour parachever la mise en page.

Pour une aide détaillée, merci de consulter Aide:Wikification.
Si vous pensez que ces points ont été résolus, vous pouvez retirer ce bandeau et améliorer la mise en forme d'un autre article.

## Les millionnaires
| Class. | Titre                                          | Pays                                                                 | Réalisateur                            | Box-Office Russie |
| ------ | ---------------------------------------------- | -------------------------------------------------------------------- | -------------------------------------- | ----------------- |
| 1      | Trois secondes                                 | Drapeau de la Russie                                                 | Anton Meguerditchev                    | 54 012 376 $      |
| 2      | Pirates des Caraïbes : La Vengeance de Salazar | Drapeau des États-Unis                                               | Joachim Rønning Espen Sandberg         | 40 816 754 $      |
| 3      | The Last Warrior                               | Drapeau de la Russie                                                 | Dmitri Dyatchenko                      | 30 431 962 $      |
| 4      | Fast and Furious 8                             | Drapeau des États-Unis                                               | F. Gary Gray                           | 28 845 239 $      |
| 5      | Les Gardiens de la Galaxie Vol. 2              | Drapeau des États-Unis                                               | James Gunn                             | 27 881 604 $      |
| 6      | Baby Boss                                      | Drapeau des États-Unis                                               | Tom McGrath                            | 26 752 901 $      |
| 7      | Moi, moche et méchant 3                        | Drapeau des États-Unis                                               | Pierre Coffin Kyle Balda               | 26 022 710 $      |
| 8      | Jumanji : Bienvenue dans la jungle             | Drapeau des États-Unis                                               | Jake Kasdan                            | 25 057 279 $      |
| 9      | Thor : Ragnarok                                | Drapeau des États-Unis                                               | Taika Waititi                          | 23 648 343 $      |
| 10     | Ça                                             | Drapeau des États-Unis                                               | Andrés Muschietti                      | 18 700 000 $      |
| 11     | Attraction                                     | Drapeau de la Russie                                                 | Fiodor Bondartchouk                    | 18 020 347 $      |
| 12     | Tous en scène                                  | Drapeau des États-Unis                                               | Garth Jennings                         | 17 395 113 $      |
| 13     | La Momie                                       | Drapeau des États-Unis                                               | Alex Kurtzman                          | 16 893 681 $      |
| 14     | Logan                                          | Drapeau des États-Unis                                               | James Mangold                          | 16 863 836 $      |
| 15     | Assassin's Creed                               | Drapeau des États-Unis                                               | Justin Kurzel                          | 16 833 992 $      |
| 16     | Le Crime de l'Orient-Express                   | Drapeau des États-Unis                                               | Kenneth Branagh                        | 16 712 620 $      |
| 17     | Spider-Man: Homecoming                         | Drapeau des États-Unis                                               | Jon Watts                              | 16 341 826 $      |
| 18     | Star Wars, épisode VIII : Les Derniers Jedi    | Drapeau des États-Unis                                               | Rian Johnson                           | 16 066 093 $      |
| 19     | Transformers: The Last Knight                  | Drapeau des États-Unis                                               | Michael Bay                            | 15 890 358 $      |
| 20     | Yolki New                                      | Drapeau de la Russie                                                 | Zhora Kryzhovnikov                     | 15 596 084 $      |
| 21     | La Belle et la Bête                            | Drapeau des États-Unis                                               | Bill Condon                            | 14 634 611 $      |
| 22     | Les Trois Chevaliers et la princesse d'Égypte  | Drapeau de la Russie                                                 | Dmitri Visotski, Constantin Feoktistov | 14 459 249 $      |
| 23     | Valérian et la Cité des mille planètes         | Drapeau de la France                                                 | Luc Besson                             | 14 453 896 $      |
| 24     | Saliout 7                                      | Drapeau de la Russie                                                 | Klim Chipenko                          | 13 881 964 $      |
| 25     | Cinquante nuances plus sombres                 | Drapeau des États-Unis                                               | James Foley                            | 13 377 712 $      |
| 26     | Le Roi Arthur : La Légende d'Excalibur         | Drapeau des États-Unis                                               | Guy Ritchie                            | 12 700 000 $      |
| 27     | Kingsman : Le Cercle d'or                      | Drapeau des États-Unis · Drapeau du Royaume-Uni                      | Matthew Vaughn                         | 12 659 882 $      |
| 28     | La Planète des singes : Suprématie             | Drapeau des États-Unis                                               | Matt Reeves                            | 11 778 760 $      |
| 29     | Ferdinand                                      | Drapeau des États-Unis                                               | Carlos Saldanha                        | 11 552 975 $      |
| 30     | La Grande Muraille                             | Drapeau des États-Unis · Drapeau de la République populaire de Chine | Zhang Yimou                            | 10 920 889 $      |
| 31     | Justice League                                 | Drapeau des États-Unis                                               | Zack Snyder                            | 10 900 000 $      |
| 26     | Cars 3                                         | Drapeau des États-Unis                                               | Brian Fee                              | 10 534 795 $      |
| 27     | Kong: Skull Island                             | Drapeau des États-Unis                                               | Jordan Vogt-Roberts                    | 10 500 000 $      |
| 28     | Furious                                        | Drapeau de la Russie                                                 | Ivan Churkhovetski                     | 10 392 338 $      |
| 29     | XXX: Reactivated                               | Drapeau des États-Unis                                               | D. J. Caruso                           | 10 331 216 $      |
| 36     | Geostorm                                       | Drapeau des États-Unis                                               | Dean Devlin                            | 10 100 000 $      |
| 37     | Blade Runner 2049                              | Drapeau des États-Unis                                               | Denis Villeneuve                       | 10 041 838 $      |

## Box-office par semaine
Sources : Box Office Mojo.com
| #  | Date (à partir du) | Film no 1                                      | Pays                                            | Recettes         |
| -- | ------------------ | ---------------------------------------------- | ----------------------------------------------- | ---------------- |
| 1  | 8 janvier 2017     | Assassin's Creed                               | Drapeau des États-Unis                          | 9,42 millions $  |
| 2  | 15 janvier 2017    | Assassin's Creed                               | Drapeau des États-Unis                          | 2,26 millions $  |
| 3  | 22 janvier 2017    | XXX: Reactivated                               | Drapeau des États-Unis                          | 5,53 millions $  |
| 4  | 29 janvier 2017    | Attraction                                     | Drapeau de la Russie                            | 6,83 millions $  |
| 5  | 5 février 2017     | Attraction                                     | Drapeau de la Russie                            | 4,49 millions $  |
| 6  | 12 février 2017    | Cinquante nuances plus sombres                 | Drapeau des États-Unis                          | 6,50 millions $  |
| 7  | 19 février 2017    | La Grande Muraille                             | Drapeau des États-Unis                          | 4,07 millions $  |
| 8  | 26 février 2017    | Guardians                                      | Drapeau de la Russie                            | 3,70 millions $  |
| 9  | 5 mars 2017        | Logan                                          | Drapeau des États-Unis                          | 7,77 millions $  |
| 10 | 12 mars 2017       | Kong: Skull Island                             | Drapeau des États-Unis                          | 4,81 millions $  |
| 11 | 19 mars 2017       | La Belle et la Bête                            | Drapeau des États-Unis                          | 6,28 millions $  |
| 12 | 26 mars 2017       | Baby Boss                                      | Drapeau des États-Unis                          | 11,2 millions $  |
| 13 | 2 avril 2017       | Baby Boss                                      | Drapeau des États-Unis                          | 5,95 millions $  |
| 14 | 9 avril 2017       | The Spacewalker                                | Drapeau de la Russie                            | 2,64 millions $  |
| 15 | 16 avril 2017      | Fast and Furious 8                             | Drapeau des États-Unis                          | 14,25 millions $ |
| 16 | 23 avril 2017      | Fast and Furious 8                             | Drapeau des États-Unis                          | 5,34 millions $  |
| 17 | 30 avril 2017      | Fast and Furious 8                             | Drapeau des États-Unis                          | 2,0 millions $   |
| 18 | 7 mai 2017         | Les Gardiens de la Galaxie Vol. 2              | Drapeau des États-Unis                          | 12,05 millions $ |
| 19 | 14 mai 2017        | Le Roi Arthur : La Légende d'Excalibur         | Drapeau des États-Unis                          | 5,27 millions $  |
| 20 | 21 mai 2017        | Alien: Covenant                                | Drapeau des États-Unis                          | 4,49 millions $  |
| 21 | 28 mai 2017        | Pirates des Caraïbes : La Vengeance de Salazar | Drapeau des États-Unis                          | 18,58 millions $ |
| 22 | 4 juin 2017        | Pirates des Caraïbes : La Vengeance de Salazar | Drapeau des États-Unis                          | 7,02 millions $  |
| 23 | 11 juin 2017       | La Momie                                       | Drapeau des États-Unis                          | 7,37 millions $  |
| 24 | 18 juin 2017       | Cars 3                                         | Drapeau des États-Unis                          | 4,97 millions $  |
| 25 | 25 juin 2017       | Transformers: The Last Knight                  | Drapeau des États-Unis                          | 8,52 millions $  |
| 26 | 2 juillet 2017     | Moi, moche et méchant 3                        | Drapeau des États-Unis                          | 9,43 millions $  |
| 27 | 9 juillet 2017     | Spider-Man: Homecoming                         | Drapeau des États-Unis                          | 7,8 millions $   |
| 28 | 16 juillet 2017    | La Planète des singes : Suprématie             | Drapeau des États-Unis                          | 5,31 millions $  |
| 29 | 23 juillet 2017    | Dunkerque                                      | Drapeau des États-Unis                          | 2,44 millions $  |
| 30 | 30 juillet 2017    | Atomic Blonde                                  | Drapeau des États-Unis                          | 1,59 million $   |
| 31 | 6 aout 2017        | La Tour sombre                                 | Drapeau des États-Unis                          | 4,37 millions $  |
| 32 | 13 aout 2017       | Valérian et la Cité des mille planètes         | Drapeau de la France                            | 5,64 millions $  |
| 33 | 20 aout 2017       | Le Monde secret des Emojis                     | Drapeau des États-Unis                          | 2,48 millions $  |
| 34 | 27 aout 2017       | Baby Driver                                    | Drapeau des États-Unis                          | 2,64 millions $  |
| 35 | 3 septembre 2017   | Gogol. Le Début                                | Drapeau de la Russie                            | 3,83 millions $  |
| 36 | 10 septembre 2017  | Ça                                             | Drapeau des États-Unis                          | 7,27 millions $  |
| 37 | 17 septembre 2017  | Ça                                             | Drapeau des États-Unis                          | 4,21 millions $  |
| 38 | 24 septembre 2017  | Kingsman : Le Cercle d'or                      | Drapeau des États-Unis · Drapeau du Royaume-Uni | 5,9 millions $   |
| 39 | 1er octobre 2017   | Crimea                                         | Drapeau de la Russie                            | 2,8 millions $   |
| 40 | 8 octobre 2017     | Blade Runner 2049                              | Drapeau des États-Unis                          | 4,95 millions $  |
| 41 | 15 octobre 2017    | Saliout 7                                      | Drapeau de la Russie                            | 4,46 millions $  |
| 42 | 22 octobre 2017    | Geostorm                                       | Drapeau des États-Unis                          | 5,18 millions $  |
| 43 | 29 octobre 2017    | The Last Warrior                               | Drapeau de la Russie                            | 7,91 millions $  |
| 44 | 5 novembre 2017    | The Last Warrior                               | Drapeau de la Russie                            | 8,7 millions $   |
| 45 | 12 novembre 2017   | Thor: Ragnarok                                 | Drapeau des États-Unis                          | 7,34 millions $  |
| 46 | 19 novembre 2017   | Justice League                                 | Drapeau des États-Unis                          | 6,37 millions $  |
| 47 | 26 novembre 2017   | Coco                                           | Drapeau des États-Unis                          | 4,75 millions $  |
| 48 | 3 décembre 2017    | Furious                                        | Drapeau de la Russie                            | 4,75 millions $  |
| 49 | 10 décembre 2017   | Furious                                        | Drapeau de la Russie                            | 2,5 millions $   |
| 50 | 17 décembre 2017   | Star Wars, épisode VIII : Les Derniers Jedi    | Drapeau des États-Unis                          | 8,43 millions $  |
| 51 | 24 décembre 2017   |                                                |                                                 |                  |
| 52 | 31 décembre 2017   |                                                |                                                 |                  |